# Муталимов, Магомедсалам Муталимович
Магомедсалам Муталимович Муталимов (1985, Избербаш, Дагестанская АССР, РСФСР, СССР) — российский борец вольного стиля, призёр чемпионата России.

## Спортивная карьера
В 2006 году стал бронзовым призёром чемпионата России в Нижневартовске. В 2013 году стал вторым призёром Всероссийского мастерского турнира памяти Шарапудина Абдулгалимова в Избербаше. После окончания спортивной карьеры работает тренером в избербашской ДЮСШ.

## Спортивные результаты на крупных турнирах
- Чемпионат России по вольной борьбе 2006 — ;

## Личная жизнь
Вольной борьбой занимались трое братьев Магомедсалама, один из них — Муршид — серебряный и бронзовый призёр чемпионатов России.